# Sceliphron javanum
Sceliphron javanum är en biart som först beskrevs av Amédée Louis Michel Lepeletier 1845.
Sceliphron javanum ingår i släktet Sceliphron och familjen grävsteklar.

## Underarter
Arten delas in i följande underarter:
- Sceliphron javanum aemulum
- Sceliphron javanum benignum
- Sceliphron javanum chinense
- Sceliphron javanum javanum
- Sceliphron javanum laboriosum
- Sceliphron javanum nalandicum
- Sceliphron javanum petiolare
- Sceliphron javanum tenggarae
- Sceliphron javanum timorense